# Банан (плод)
 Тази статия е за плодът.  За растението вижте Банан.  
Бананът (от волоф: banana) е годен за консумация плод на няколко вида големи цъфтящи тревисти растения от рода Банан (Musa).
Бананите имат различен размер, цвят и твърдост, но обикновено са издължени и извити, с мека вътрешност, богата на скорбяла, покрита с кора, която след узряване може да бъде зелена, жълта, червена, лилава или кафява. Плодовете растат на гроздове в горната част на растението. Почти всички съвременни безсеменни банани произлизат от два неодомашнени вида – Musa acuminata и Musa balbisiana – и или принадлежат към някой от тях, или са хибрид между тези два вида (Musa × paradisiaca).
Бананите произлизат от тропическите области на Индо-Малая и Австралия и вероятно са одомашнени за пръв път в Нова Гвинея. Днес те се отглеждат в поне 107 страни, главно за плодовете им и в по-малка степен за производство на бананово брашно, мармалад, сиропи, влакна, бананово вино и бананова бира, както и като декоративни растения.

## Описание
Плодовете висят с до 20 плода на една опашка и между 3 и 20 опашки на грозд. Всички заедно могат да тежат до 30 – 50 kg. Самият плод тежи средно около 125 g, от които около 75% са вода, а останалите 25% са сухо вещество. Всеки плод си има външен слой – кора, и вътрешна част. И двете части могат да се ядат сурови или сготвени. Западният свят яде само вътрешната част, като хвърля кората, докато някои азиатски култури като цяло ядат и кората.
Плодовете се развиват само от женските цветове. Развиват се на чепки на отделни нива и напомнят на длани, разположени една в друга с извити нагоре пръсти. Размерите и формата на плодовете могат значително да се различават в зависимост от вида или сорта. Обикновено са с продълговата, цилиндрична или триъгълна форма. Дължината му варира в рамките на 3 до 40 cm, а дебелината от 2 до 8 cm. Цветът на кората отвън е жълт, зелен, червеникав и дори сребрист. Отвътре плодът е бял, кремав, жълт или оранжев. Преди да узрее той е твърд и жилав, но постепенно става мек и сочен. При култивираните видове обикновено липсват семена. При дивите видове обаче плодът е изпълнен с голям брой закръглени, леко заострени, твърди семенца с дължина 3 – 16 mm. Често обемът им превишава половината от общия обем на плода. От едно съцветие могат да израснат до 300 плода с обща маса 50 – 60 kg. Бананите са известни и като растения притежаващи отрицателен геотропизъм. При формирането на плодовете под действието на тежестта се насочват надолу, но тъй като те растат под действието на хормони, един или повече оси, започват да растат вертикално нагоре.

## Бананови растения
Банановите растения са най-големите тревисти покритосеменни растения. Надземните им части израстват от обща грудка. Растенията обикновено са високи и относително масивни, като могат да бъдат сбъркани с дървета, но в действителност стъблото им не е дървесно. Бананите виреят на различни почви, стига те да са с дълбочина поне 60 cm, да са добре отводнени и да не са уплътнени. Листата са съставени от дръжка (петиола) и петула. Основата на петиолата се разширява, образувайки гънка. Първоначално тя е затворена с формата на тръбичка. Новите листа израстват вътре в тръбичката и я отварят. С времето гънките се натрупват една върху друга – добре уплътнени, те образуват псевдостъблото, което поддържа растението изправено.
Питомните бананови растения имат различна височина, в зависимост от сорта и условията, при които се отглеждат. Обикновено височината им достига около 5 m, като варира от 3 m при сорта „Дуорф Кавендиш“ до 7 m и повече при „Гро Мишел“.

## Хранителна стойност
Бананите са ценен източник на витамин B6, разтворими фибри, и съдържат умерени количества от витамин С, магнезий и калий. Наред с други плодове и зеленчуци, консумацията на банани може да намали риска от рак на дебелото черво, а при жените от рак на гърдата и бъбречно-клетъчен карцином. При хората с алергия към латекс може да се появи реакция към банани. И кората, и вътрешната част може да се консумират сурови или да се сготвят.
Един банан с тегло 100 g съдържа 89 kcal.
Сушени банани с тегло 100 g съдържат 345 kcal.
Сготвени банани с тегло 100 g съдържат 115 kcal.
Пържените жълти банани с тегло 100 g съдържат 235 kcal.
Пържените зелени банани с тегло 100 g съдържат 310 kcal.